# Загорице (Коњиц)
Загорице је насељено место у Босни и Херцеговини у општини Коњиц у Херцеговачко-неретванском кантону које административно припада Федерацији Босне и Херцеговине. Према попису становништва из 1991. у насељу је живјело 537 становника.

## Географија
Налази се на планини Бјелашници, источно од Коњица.

## Становништво
По последњем службеном попису становништва из 1991. године, у насељу Загорице живела су 204 становника. Већина становника су били Срби.
| Националност | 1991.        | 1981. | 1971. |
| Срби         | 139 (68,14%) |       |       |
| Муслимани    | 65 (31,86%)  |       |       |
| Укупно       | 204          |       |       |